# FasTrak
FasTrak是美国加利福尼亚州使用的電子道路收費系統，主要负责加州高速及快速公路系統的收费路段、桥梁和收费高乘载车道的收费。